# بريتو جونز (لاعب كرة قدم)
بريتو جونز (بالإنجليزية: Brett Jones)‏ (و. 1991 – م) هو لاعب كرة قدم أمريكية، من كندا، ولد في ويبرن.